# 2-нітрофенол
2-нітрофенол (орто-нітрофенол) ― органічна сполука з класу нітрофенолів. Є ізомером 3-нітрофенолу та 4-нітрофенолу.

## Фізичні властивості

Водневі зв'язки у молекулі 2-нітрофенолу

За стандартних умов є жовтою кристалічною речовиною, кристали мають вигляд голок. Погано розчиняється в воді. На відміну від 4-нітрофенолу, 2-нітрофенол летючий. Це пов'язано з тим, що у молекулах 2-нітрофенолу утворюються внутрішньомолекулярні водннві зв'язки замість міжмолекулярних, як у 4-нітрофенолу.

## Отримання

### Нітруванням фенолу
При нітруванні фенолу утворюється суміш 2-нітрофенолу та 4-нітрофенолу. Оскільки 2-нітрофенол більш летючий, ніж 4-нітрофенол, продукти можна розділити дистиляцією.

### Гідролізом 4-хлоронітробензену
Гідроліз 2-хлоронітробензену економічно вигідніший за нітрування фенолу, тому саме ця реакція є основним джерелом одержання 2-нітрофенолу. Проврдять реакцію наступним чином: 2-хлоронітробензен розчиняють у 8,5% розчині гідроксиду натрію, поступово нагрівають до 170 °С та тримають в автоклаві протягом 8 годин.

## Застосування
Застосовують для отримання 2-амінофенолу.

## Токсичність
2-нітрофенолу може викликати незначне подразнення. Про хронічну токсичність, мутагенність і канцерогенність відомо мало.